# Пометун Григорій Костянтинович
Григорій Костянтинович Пометун (15 травня 1930, Іллінка — 17 липня 2019, Запоріжжя) — радянський металург, Герой Соціалістичної Праці (1958). З 1989 по 1991 роки — народний депутат СРСР 12 скликання від Всесоюзного товариства ветеранів війни та праці. Член КПРС. Вважається прототипом сталевара Сашка Савченка з фільму «Весна на Зарічній вулиці».

## Біографія
Народився 5 травня 1930 року в Іллінці Криничанського району. В молодості часто допомагав дідові працювати у кузні.
У 1948 році закінчив ремісниче училище у місті Дніпродзержинську. З 1948 року працював на заводі «Запоріжсталь» підручним сталеваром. Першу самостійну плавку провів у 19 років. 1951 року очолив молодіжну бригаду печі № 7 «Запоріжсталі». Вміло застосовуючи кисень для інтенсифікації процесу плавки та подовжуючи міжремонтний період роботи мартенівських печей, набагато збільшив випуск сталі. У третьому кварталі 1953 року йому було присвоєно звання «Найкращий сталевар країни», його бригада виплавила на 1226 тонн стали більше, ніж було передбачено планом.
1953 року під час зйомок у Запоріжжі фільму «Весна на Зарічній вулиці» навчав роботі сталевара актора Миколу Рибникова протягом 10 днів. Після зйомок Григорій Пометун часто зустрічався з Рибниковим. Актор щороку приїжджав на День металурга у Запоріжжі.
Указом Президії Верховної Ради СРСР від 19 липня 1958 року надано звання Героя Соціалістичної Праці з врученням ордена Леніна та золотої медалі «Серп і Молот». Був одним із наймолодших Героїв Соціалістичної Праці. Також нагороджений орденами Леніна (1958), трьома орденами Трудового Червоного Прапора, орденом Жовтневої Революції, шістьма медалями ВДНГ, медаллю «За розвиток Запорізького краю» (2004) та ін. медалями.
У 1958—1983 роках працював старшим майстром та плавильним майстром на «Запоріжсталі». Під час роботи в цеху був наставником для молодого покоління сталеварів.
З 1983 по 1993 роки працював майстром наставником виробничого навчання у СПТУ-6 міста Запоріжжя. З 1993 по 2013 роки — наставник-організатор профорієнтаційної роботи.
Помер на 90-му році життя 17 липня 2019 року у Запоріжжі.